# Embaixada do Egito em Brasília
A Embaixada do Egito em Brasília é a principal representação diplomática egípcia no Brasil. O atual embaixador é Wael Aboulmagd, no cargo desde setembro de 2019.
Está localizada no Setor de Embaixadas Norte, na Asa Norte. Os prédios foram projetados por egípcios e brasileiros, tendo sido concluídos em 1978, apesar da embaixada estar funcionando desde 1976. O Egito também conta, no Brasil, com um consulado em São Paulo.

## História
As relações diplomáticas entre Brasil e Egito começam em 1924, com a instalação da embaixada em Brasília em 1976.
Assim como outros países, o Egito receberam um terreno de graça, medida que visava a instalação mais rápida das representações estrangeiras na nova capital. Os egípcios se instalaram no Setor de Embaixadas Norte.
A arquitetura da embaixada foi feito por egípcios e brasileiros. O projeto foi assinado por Taher Said-Fadl, Gladson da Rocha, Paulo Magalhães e Durmar Martins. As obras duraram de 1975 a 1978.

## Serviços
A embaixada realiza os serviços protocolares das representações estrangeiras, como o auxílio aos egípcios que moram no Brasil e aos visitantes vindos do Egito e também para os brasileiros que desejam visitar ou se mudar para o país africano - estima-se que cerca de quinhentos brasileiros vivam na capital, o Cairo, e mais 150 em Alexandria. Além da embaixada, o Egito conta com mais um consulado geral no Rio de Janeiro e um escritório comercial em São Paulo.
Outras ações que passam pela embaixada são as relações diplomáticas com o governo brasileiro, nas áreas política, econômica, cultural e científica. O Egito é um dos maiores mercados para carne bovina do Brasil, e é o principal destino das exportações brasileiras na África.